# Террі Каміллері
Те́ррі Камілле́рі (англ. Terry Camilleri, нар. 19 січня 1974) — мальтійський професіональний рефері зі снукеру. Мешкає у місті Калькара (Мальта).

## Кар'єра
Террі Каміллері розпочав свою кар'єру рефері у 1990 році, а професійний статус за цією спеціальністю отримав у 2001-му. Каміллері судив два примітних матчі на чемпіонатах світу: чвертьфінал турніру 2008 року між Аллістером Картером та Пітером Ебдоном, коли Картер зробив максимальний брейк, а також матч аналогічної стадії роком пізніше (максимум вже у виконанні Стівена Хендрі).

### Головні фінали під суддівством Каміллері
- Шанхай Мастерс 2008 (рейтинговий)
- Кубок Мальти 2007 (рейтинговий)
- Кубок Мальти 2008 (нерейтинговий)